# راديو دجلة
راديو دجلة، هو الإذاعة التجارية الأولى في العراق التي اعتمدت أسلوب الحوارات الهاتفية مع المستمعين، بغض النظر عن انتماءاتهم الفكرية، والحزبية، والدينية، والعرقية.
وقد أسس ("أحمد الركابي") راديو دجلة عام 2004، وذلك بعد انتهائه من تأسيس (شبكة الإعلام العراقي) التي تتضمن إذاعة بغداد، وتلفزيون العراقية.

## هجوم على راديو دجلة
في اليوم العالمي لحرية الصحافة بتاريخ 3 أيار (مايو) 2007، شنت مجموعة مؤلفة من نحو ثمانين عنصرا من تنظيم القاعدة هجوما على مقر راديو دجلة في منطقة حي الجامعة ببغداد باستخدام أسلحة رشاشة عيار 500 ملم وقذائف (آر بي جي) وعبوات ناسفة، ما أسفر عن وفاة آمر الحرس (عادل البدري) وجرح اثنين إضافة إلى دمار شبه كامل في الطابق الأرضي. وقد سبق ذلك محاولة فاشلة لخطف أربعة من الموظفين في الساعة الثامنة والنصف من صباح اليوم نفسه.
بدأ المسلحون هجومهم بإغلاق الطرق المؤدية إلى مبنى الإذاعة ومن ثم اقتحامه، إلا أنهم جوبهوا بمقاومة دامت نحو 45 دقيقة داخل أروقة الإذاعة.
في تلك الأثناء كان مدير عام راديو دجلة بالوكالة (كريم اليوسف) يجري اتصالات استغاثة بالسلطات الأمنية لإنقاذ الموظفين الذين حوصروا في الطابق الأول وكان عددهم 25 شخصا بينهم نساء وطفلان كانا بصحبة ذويهم. إلا أن قوات الحرس الوطني لم تصل إلى مقر الإذاعة إلا بعد مرور ساعة تقريبا على بدء الهجوم، حيث أخلي الموظفين ونقلهم إلى مكان آمن.
بيد أن الأمر لم يتوقف عند هذا الحد حيث عاد الإرهابيون بعد وقت قصير إلى مقر الإذاعة وقاموا باحتلاله لمدة ثلاثين ساعة قبل قيامهم بإضرام النار فيه وتفجيره بالكامل.
وهنا بعض أسماء كادر راديو دجلة والذين كأنو يقاومون المجاميع الإرهابية دفاعاً عن الراديو وعن أنفسهم
كريم اليوسف
الشهيد عادل البدري
مصطفى الركابي
المخرج إيهاب عبد الاله الرديني
المخرج امير موفق عليوي الوكيل
المخرج زياد طارق الخفاجي
المخرج حسين علاء
سهاد ربيع
عمر علاء
هناء رياض
ماجد سليم
عبد الرحمن الجنابي
علاء الركابي
ياسين الربيعي
انتقلت اذاعه دجلة إلى محافظه السليمانية منتصف عام 2007 وباشرت بثها المباشر بعد أيام قليله من توقفها بسبب الاعتداء الإرهابي من قبل تنظيم القاعده.
تميزت اذاعه دجلة بالبرامج الحوارية المباشرة واللقاءات الحصرية لمختلف البرامج السياسيه منها والمنوعة كما انفردت بالكثير من الاخبار الحصرية والمهمة من خلال غرفه الاخبار المميزه التي شكلت باشراف الاستاذ احمد الركابي وكان مدير الغرفة الاعلامي ياسين الربيعي وضمت عدد قليل ولكنه مميز من المحررين والمراسلين والمذيعين الذين كان لهم دورا كبيرا في تثبيت مكانة الاذاعه في مجال الاخبار.